# Mercedes-Benz SS
El Mercedes-Benz SS es un automóvil deportivo de lujo de la segunda mitad de los años 1920 y del comienzo de la década de 1930, desarrollado por el constructor automovilístico alemán Mercedes-Benz. Su denominación procede del término "Super Sport", siendo básicamente el modelo Mercedes-Benz S mejorado mediante la incorporación de un compresor volumétrico a su motor.
Si el modelo S era un vehículo muy rápido, el SS, con su motor de 200 cv (225 al completarse su evolución), era capaz de superar los 170 km/h y de mantenerlos sostenidamente, gracias a su motor de seis cilindros en línea sobrealimentado, diseñado con una relación de compresión (6,2:1) relativamente baja. Durante sus años en los circuitos, se enfrentó en pruebas de resistencia con los Bentley 6.5 Litros entre 1928 y 1933.

## Palmarés
- 1928: Gran Premio de Alemania (Caracciola y Werner)
- 1929: Tourist Trophy RAC (Caracciola)